# فتاة الحياكة
فتاة الحياكة هي لوحة زيتية للفنان الفرنسي ويليام بوغيرو رسمها في 1869 وهي متواجدة حالياً في متحف جوسلين للفنون في أوماها،نبراسكا،الولايات المتحدة.